# Gedeon
Der Name Gedeon ist
- ein deutscher Nachname
- ein männlicher Vorname, auch in der Variante Gideon, in der Form Gédéon ein französischer Vorname

## Der deutsche Nachname Gedeon
Ein Ursprung des deutschen Nachnamens Gedeon (heutige Aussprache [ʹge:dǝo:n]) ist das Städtchen Metzenseifen, heute Medzev, in der Slowakei am südlichen Rande des früheren deutschen Siedlungsgebiets Zips. Bereits im 12. Jahrhundert wurden deutsche Siedler in dieses Land gerufen. Im Jahre 1857 trugen nach [1] 423 von 2470 Einwohnern (17,1 % der Bevölkerung) von Unter-Metzenseifen den Nachnamen Gedeon. Zwecks Unterscheidung erhielten deshalb die verschiedenen Familien noch einen zusätzlichen Beinamen. 2012 hießen noch 68 von 2264 Einwohnern Gedeon (3 %).
In den Archiven zur Gemeinde Medzev aus [1] ist in der bis 1430 bis zurückgehenden Chronologie der Richter (der Richter war der gewählte Bürgermeister der Gemeinde) für das Jahr 1621 ein Georg Gedon genannt. Der Name Gedon oder Gedón taucht in der Liste in der Folgezeit noch 9-mal auf, weitere 7-mal in der Form Gedohn, und ab Anfang des 18. Jahrhunderts noch 13-mal in der heutigen Form Gedeon.
Herkunft und Bedeutung des Namens sind unklar. Die Wandlung von Gedón/Gedohn zu Gedeon ist vermutlich auf magyarische Einflüsse (Magyarisierung) zurückzuführen (Metzenseifen, ung. Meczenzéf, war bis 1918 ungarisches Staatsgebiet, Region Oberungarn). Angesichts der älteren Form Gedón/Gedohn ist ein Bezug zum biblischen Richter Gideon kaum anzunehmen, auch kaum eine Herkunft vom Vornamen Gedeon.

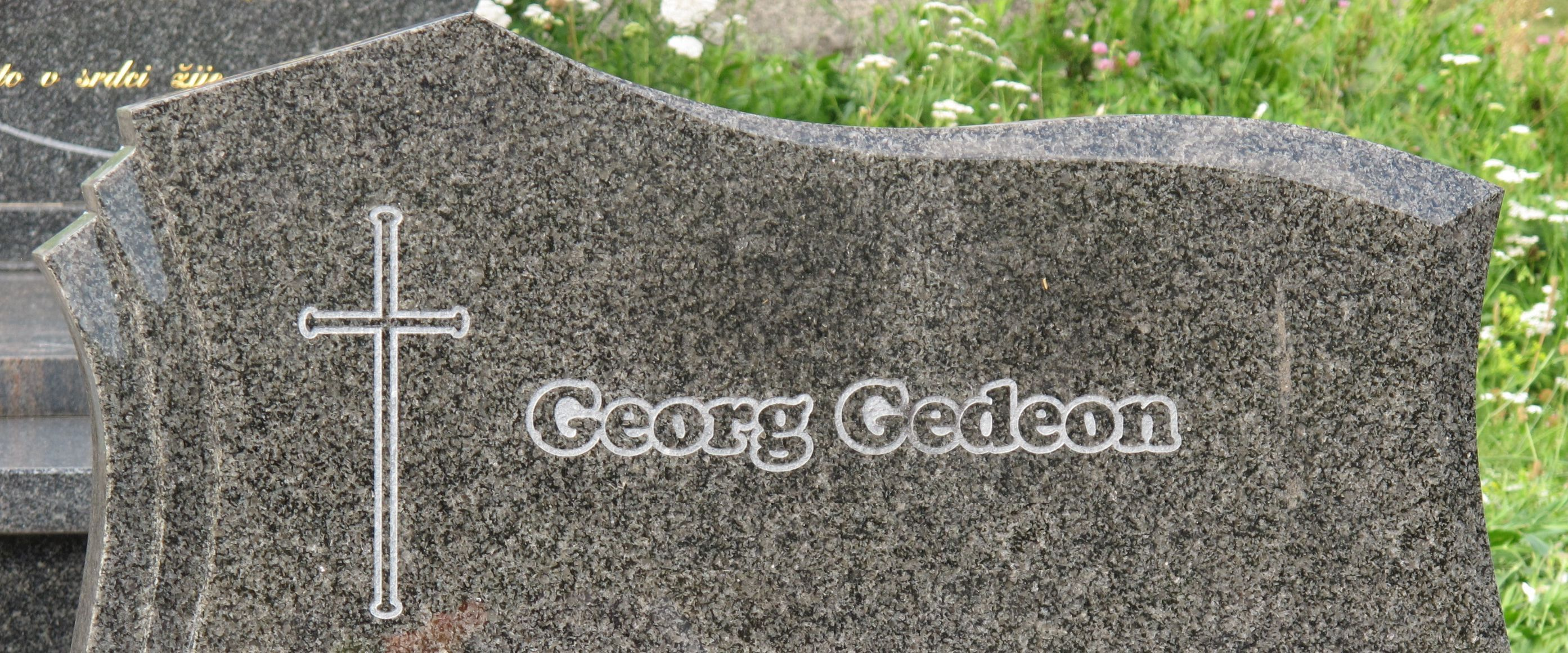
Ein häufiger Name auf Grabsteinen in Metzenseifen

Durch die starke Auswanderungsbewegung Ende des 19. Jahrhunderts und Anfang des 20. Jahrhunderts in die USA, insbesondere nach Cleveland/Ohio, fand der Name auch in den USA Verbreitung. Es gibt z. B. in Cleveland/Ohio eine Straße namens "GEDEON" (ein Foto des Straßenschildes ist in [2] enthalten). Mit der Aussiedlung der Karpatendeutschen nach dem Zweiten Weltkrieg kam der Name auch nach Deutschland, vorwiegend nach Süddeutschland. Auch die Familie von Wolfgang Gedeon (Beinamen "Pottra") in Cham stammt aus Metzenseifen.
Literaturquellen
[1] Viliam Gedeon, Walter Bistika: Medzev - die Änderungen der Stadt seit der Gründung bis heute, Tlačiar󠅈eň svidnídcka, s. r. o. pre mesto Medzev, 2012, ISBN 978-80-89392-65-0.
[2] Kauer, Josef, Johannes Schürger: Metzenseifen und Stoß - Deutsche Orte im Bodwatal/Unterzips, Hilfsbund Karpatendeutscher Katholiken e. V., Stuttgart, 1986 (zu beziehen bei "Karpatedeutsche Landsmannschaft", Stuttgart)

## Namensträger

### Familienname
- Gedeon Alajos (* 1875, † 1926), Sprachwissenschaftler/Dialektologe aus Unter-Metzenseifen (Medzev, Alsó-Meczenzéf)
- Ben Gedeon (* 1994), US-amerikanischer American-Football-Spieler
- Edith Gedeon (* 1919, † 1992) Chronistin und Mundartdichterin aus Metzenseifen
- Erik Gedeon (* 1963), Schweizer Komponist und Regisseur
- Hency Gédéon (* 2006), Fußballspieler der Turks- und Caicosinseln
- Julius Gedeon, Beiname Parventomes (* 1899,† 1970), Mundartdichter aus Metzenseifen[3]
- Patrik Gedeon (* 1975), tschechischer Fußballspieler
- Rudolf Gedeon (* 1938, † 2001), Germanist und Dolmetscher aus Metzenseifen[4]
- Saša Gedeon (* 1970), tschechischer Filmregisseur und Drehbuchautor
- Wolfgang Gedeon (* 1947), deutscher Arzt, Buchautor und Politiker

### Vorname
Gedeon
- Gedeon Balaban (um 1530–1607), orthodoxer Bischof von Lwów
- Gedeon Barcza (1911–1986), ungarischer Schachspieler
- Gedeon Burkhard (* 1969), deutscher Schauspieler
- Gedeon Fritz (1892–1950), österreichischer Politiker (CSP/ÖVP) sowie Land- und Gastwirt
- Gedeón Guardiola (* 1984), spanischer Handballspieler
- Gedeon Kovács (1931–2023), ungarisch-deutscher Filmregisseur.
- Gedeon Richter (1872–1944), jüdisch-ungarischer Apotheker
- Gedeon Romandon (1667–1697), Hofmaler in brandenburgischen Diensten

Gédéon
- Gédéon Naudet (* 1970), französischer Filmemacher
- Gédéon Ouimet (1823–1905), zweiter Premierminister der kanadischen Provinz Québec
- Gédéon Tallemant des Réaux (1619–1692), französischer Schriftsteller
- Gedeon Thommen (1831–1890), Schweizer Unternehmer und Politiker